# Filadelfia, Vibo Valentina
Muốn  Lê Bản mẫu:Instagram CityIT
Filadelfia (tiếng Hy Lạp: Philadelphia) là một đô thị ở tỉnh Vibo Valentia trong vùng Calabria, có cự ly khoảng 30 km về phía tây namcủa Catanzaro và khoảng 20 km về phía đông bắc của Vibo Valentia. Tại thời điểm ngày 31 tháng 12 năm 2004, đô thị này có dân số 5.908 người và diện tích là 30,5 km².
Đô thị Filadelfia có các frazione (đơn vị trực thuộc) Montesoro.
Filadelfia giáp các đô thị: Curinga, Francavilla Angitola, Jacurso, Polia.